# Pelmatochromis
Pelmatochromis – rodzaj słodkowodnych ryb okoniokształtnych z rodziny pielęgnicowatych (Cichlidae).

## Taksonomia
Początkowo opisany był jako podrodzaj występujący w obrębie rodzaju Paratilapia.

## Występowanie
Afryka

## Klasyfikacja
Do rodzaju zaliczane są gatunki:
- Pelmatochromis buettikoferi
- Pelmatochromis nigrofasciatus
- Pelmatochromis ocellifer

Gatunkiem typowym rodzaju był Paratilapia (Pelmatochromis) buettikoferi, obecnie Pelmatochromis buettikoferi.